# Wolfgang Heubisch

Wolfgang Heubisch, 2019

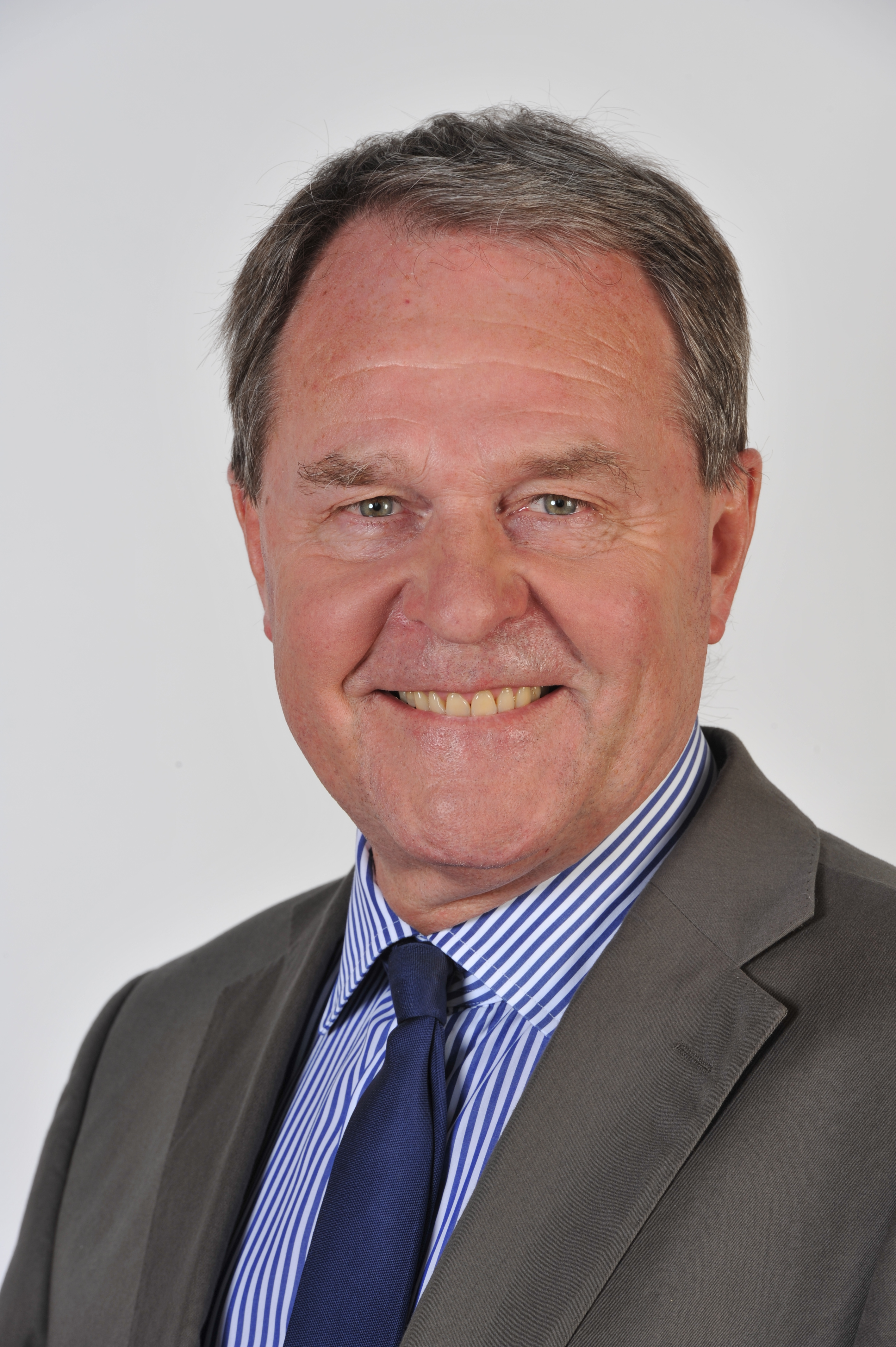
Wolfgang Heubisch, 2012

Wolfgang Heubisch (* 13. Juli 1946 in München) ist ein deutscher Politiker (FDP). Von Oktober 2008 bis Oktober 2013 war er bayerischer Staatsminister für Wissenschaft, Forschung und Kunst. Am 5. November 2018 wurde er von der Mehrheit der Abgeordneten zum 6. Vizepräsidenten des Bayerischen Landtags gewählt. Er war von 2008 bis 2013 und von 2018 bis 2023 Mitglied des Bayerischen Landtages.

## Ausbildung und Beruf
Nach dem Abitur 1967 am Max-Planck-Gymnasium in München machte Heubisch eine Lehre zum Bankkaufmann. Anschließend studierte er an der Ludwig-Maximilians-Universität in München von 1970 bis 1975 Betriebswirtschaftslehre (Diplom-Kaufmann) und von 1975 bis 1981 Zahnheilkunde. Im Jahre 1981 wurde er approbiert. 1983 promovierte Heubisch im Fach Zahnmedizin über das Thema „Die Relation von Strahlenbelastung und Chromosomenaberrationen des Stammpersonals von kerntechnischen Anlagen“ zum Dr. med. dent. Seit 1985 war er bis zur Übernahme des Ministeramtes in eigener Praxis in München als Zahnarzt niedergelassen.
Von 1990 bis 2002 war Heubisch Mitglied des Vorstandes der Bayerischen Landeszahnärztekammer, seit 1994 als ihr Vizepräsident. 1993/1994 war er Landesvorsitzender Freier Verband Deutscher Zahnärzte (Bayern). Von 2000 bis 2008 war er Präsident des Verbandes Freier Berufe in Bayern, dessen Präsidium er bereits zuvor zwei Jahre angehört hatte. In der Vereinigung der Bayerischen Wirtschaft, deren Vorstand er von 2000 bis 2008 angehörte, hatte er seit 2003 das Amt des Vizepräsidenten inne. Seit 1997 war er als Beisitzer im Präsidium des Bundesverbandes der Freien Berufe, im Jahre 2008 war er dessen Vizepräsident. Seine Verbandsfunktionen hat Heubisch im Oktober 2008 bei seiner Ernennung zum Bayerischen Staatsminister für Wissenschaft, Forschung und Kunst aufgegeben.

## Privates
Heubisch ist in zweiter Ehe mit Kristina Kalb-Heubisch verheiratet, diese ist Schulleiterin des Gymnasiums Max-Josef-Stift in München. Er hat einen Sohn und zwei Töchter aus erster Ehe. Die Bildhauer Lothar und Elmar Dietz waren seine Onkel, die Schriftstellerin Gertrud Fussenegger seine Tante, die Malerin Ricarda Dietz ist seine Cousine.

## Politik
Bei der Landtagswahl 2008 kandidierte Wolfgang Heubisch das erste Mal als Direktkandidat im Stimmkreis München-Schwabing. Über die Bezirksliste Oberbayern zog er für die FDP Bayern in den Landtag ein. Nach seinem Einzug in den Bayerischen Landtag gehörte er zur Verhandlungsgruppe der FDP, die den Koalitionsvertrag mit der CSU erarbeitete. Dem von Horst Seehofer geführten Kabinett Seehofer I gehörte Heubisch von Oktober 2008 bis Oktober 2013 als Staatsminister für Wissenschaft, Forschung- und Kunst an. Nach der Bundestagswahl am 27. September 2009 wurde er einer von vier FDP-Vertretern im Ausschuss „Gesundheit“ in den Koalitionsverhandlungen für eine schwarz-gelbe Bundesregierung.
Als die FDP bei der Landtagswahl in Bayern 2013 den Einzug ins Parlament nicht mehr schaffte, schied auch Heubisch aus dem Parlament aus. Bei der Kommunalwahl in München 2014 kandidierte Heubisch auf Platz 15 der FDP-Liste, zog aber durch entsprechend viele Kumulationsstimmen als einer von drei FDP-Kandidaten in den Stadtrat ein und engagierte sich dort im Umwelt-, Gesundheits-, Kulturausschuss. Aufgrund der Vizepräsidententätigkeit im Landtag legte er sein Stadtratsmandat zum 30. November 2018 nieder.
Für die bayerische Landtagswahl im Oktober 2018 wurde Heubisch auf Platz 7 der Wahlkreisliste der oberbayerischen FDP nominiert und  kandidierte zudem als Direktkandidat im Stimmkreis 108 München-Schwabing. Mit 13,0 % der Wählerstimmen erzielte er im hart umkämpften Stimmkreis das beste FDP-Erststimmenergebnis in ganz Bayern. Über die Bezirksliste Oberbayern wurde er am 14. Oktober 2018 in den Landtag gewählt und übt seit der konstituierenden Sitzung, in der er von der Mehrheit der bayerischen Abgeordneten gewählt wurde, das Amt des VI. Vizepräsident des Landtages aus, weiter ist er dort Stellvertretender Vorsitzender des Ausschusses für Wissenschaft und Kunst und Mitglied des Ausschusses für Fragen des öffentlichen Dienstes, Beirat beim Haus der Bayerischen Geschichte (Mitglied), Hochschulbeirat der Hochschule für Politik München (Mitglied), Reformbeirat der Hochschule für Politik München (Mitglied).
Für die Wahl zum 19. Bayerischen Landtag 2023 kandidiert Heubisch im Stimmkreis 108 München - Schwabing und auf Platz 15 der Wahlkreisliste der FDP Oberbayern.
Wolfgang Heubisch wurde 2020 als einer der ersten bayerischen Abgeordneten auf der Social-Media-Plattform TikTok aktiv. Seitdem hat sich Heubisch eine reichweitenstarke Community aufgebaut und versorgt seine Follower regelmäßig mit viralen Videos.
Bei der Landtagswahl in Bayern 2023 scheiterte die FDP an der Fünf-Prozent-Hürde, Heubisch verlor dadurch sein Mandat.

## Ehrungen
- 2003: erhielt er das Bundesverdienstkreuz am Bande
- 2005: wurde ihm die Staatsmedaille für besondere Verdienste um die bayerische Wirtschaft verliehen
- 2009: Großoffizier des portugiesischen Verdienstordens
- 2013: Ehrendoktorwürde der Universität Da Nang[13]
- 2014: Bayerischer Verdienstorden
- 2020: Bayerische Verfassungsmedaille in Silber[14]